# Джон Юз
Джон Джеймс Юз, або Г'юз (англ. John James Hughes; 1814, Мертір-Тідвіл, Уельс, Велика Британія—1889, Санкт-Петербург, Російська імперія) — британський гірничий інженер родом із Південного Уельсу.

## Біографія
Джон Юз був засновником металургійного заводу (1869), який належав російсько-британському «Новоросійському (Металургійному) Товариству» кам'яновугільного, залізного й рейкового виробництва; при заводі виникло згодом місто Юзівка (тепер Донецьк).
Він був сином інженера, що очолював один з металургійних заводів міста Мертір-Тідвіла. У юнацькі роки працював у батька. У 28 років купив корабельню. У 36 років купив у місті Ньюпорт ливарний завод. Наприкінці 1850-х років поступив інженером на Мілвольський залізопрокатний та суднобудівний завод у Великій Британії, а в 1860 році став його директором. У 1864 році сконструював лафет для важких гармат. Ця артилерійська установка поступила на озброєння ВМС низки європейських країн. Розробив рецептуру броні для обшивки кораблів і фортечних укріплень.
У 1868 році Мілвольський завод отримав замовлення на броню для кронштадтської фортеці. Юз у віці 55 років поїхав до Російській імперії для організації виробництва металу. Юз у 1869 році купив землю у князя Віктора Кочубея в Катеринославській губернії на березі річки Кальміус і почав будівництво металургійного заводу з робітничим селищем у районі села Олександрівка. Для розробки вугілля він засновує «Новоросійське товариство кам'яновугільного, залізоробного та рейкового виробництв».  Перший чавун почав виплавлятися у 1872 році. Завод працював за повним металургійним циклом,  тут вперше в Російській імперії було запущено вісім коксових печей, освоєне гаряче доменне дуття. Заснований Юзом комбінат став одним з індустріальних центрів Російської імперії, а потім і України. У 1913 році в Юзівці вироблялося 74% заліза Російської імперії.

## Домівка Юзів
Тимчасовим житлом, де мешкав Юз, була мазана хата, крита соломою, у маєтку поміщиці Смолянинової.
Будинок Юзів (м. Донецьк, вул. Клінічна, поряд з пологовим будинком № 6) — це двоповерховий будинок, побудований в Юзівці для сім'ї Джона Юза, другий за ліком в Юзівці.

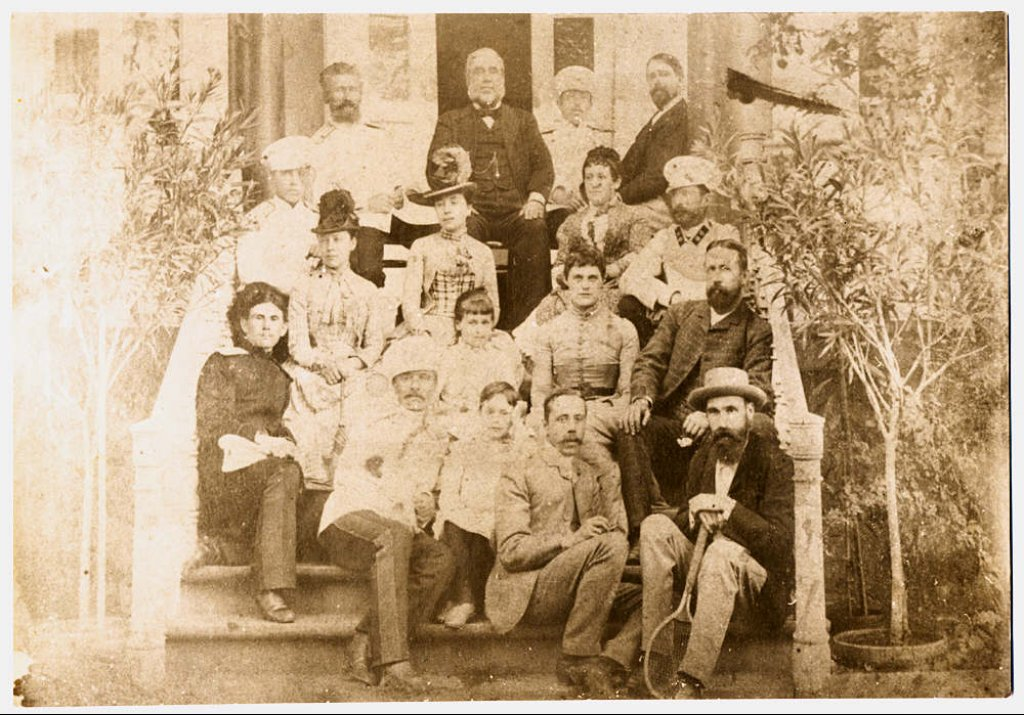
Джон Юз (зверху посередині) зі своєю сім'єю 1889 р.

Перший, одноповерховий будинок для себе і синів Джон Юз почав будувати недалеко від свого виробництва. Нині це місце розташоване на території ДМЗ, біля адміністративної будівлі електросталеплавильного та обжимного цехів, поруч з пам'ятником"«На честь виплавки 100-мільйонної тонни сталі 24 грудня 1967 року».

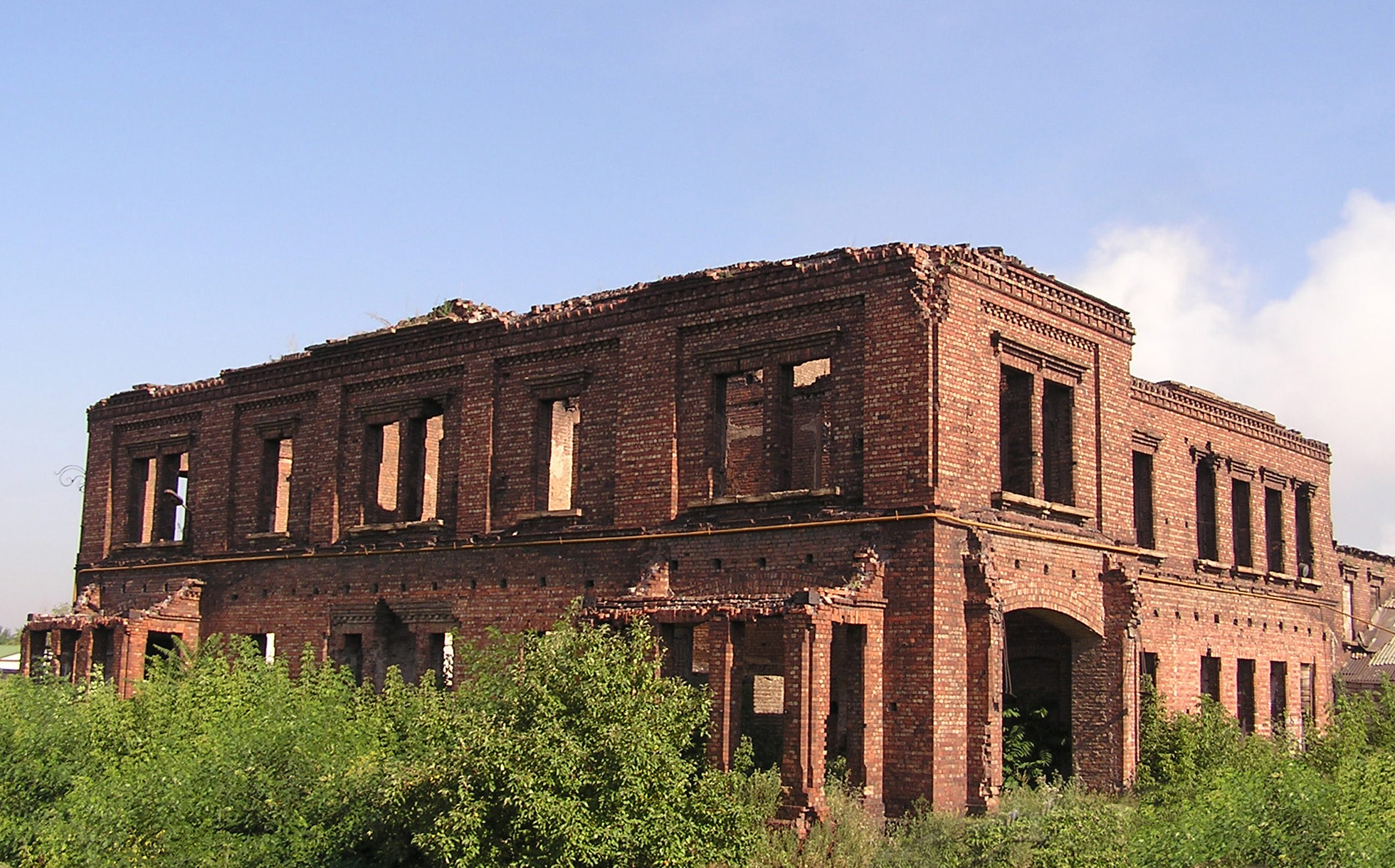
Будинок Юзів

Його фундамент був закладений восени 1873 року. Влітку 1874 року було побудовано одноповерховий будинок на 8 кімнат за 1,5 км на північний захід від юзівського металургійного заводу. Фасад було виконано з червоної цегли. Дах бух вкритий залізом. За будинком знаходилися господарські будівлі: кухня, флігель для прислуги, льох, сарай для вугілля і дров, стайня, псарня. Також за будинком був закладений великий сад. Садиба Юзів була огороджена парканом з дикого пісковику. У паркані були дерев'яні ворота, які були обрамлені прямокутною аркою з цегли. Перед фасадом будинку були розбиті клумби з квітами і прокладені доріжки з каменю. Від металургійного заводу в будинок були проведені водопровід та електрика.
Інший, другий свій будинок сини Юза добудовували вже без батька. Двоповерхова будівля була побудована в 1891 році.
Його руїни розташовуються на нинішній вулиці Клінічній у Донецьку.

## Вшанування пам'яті

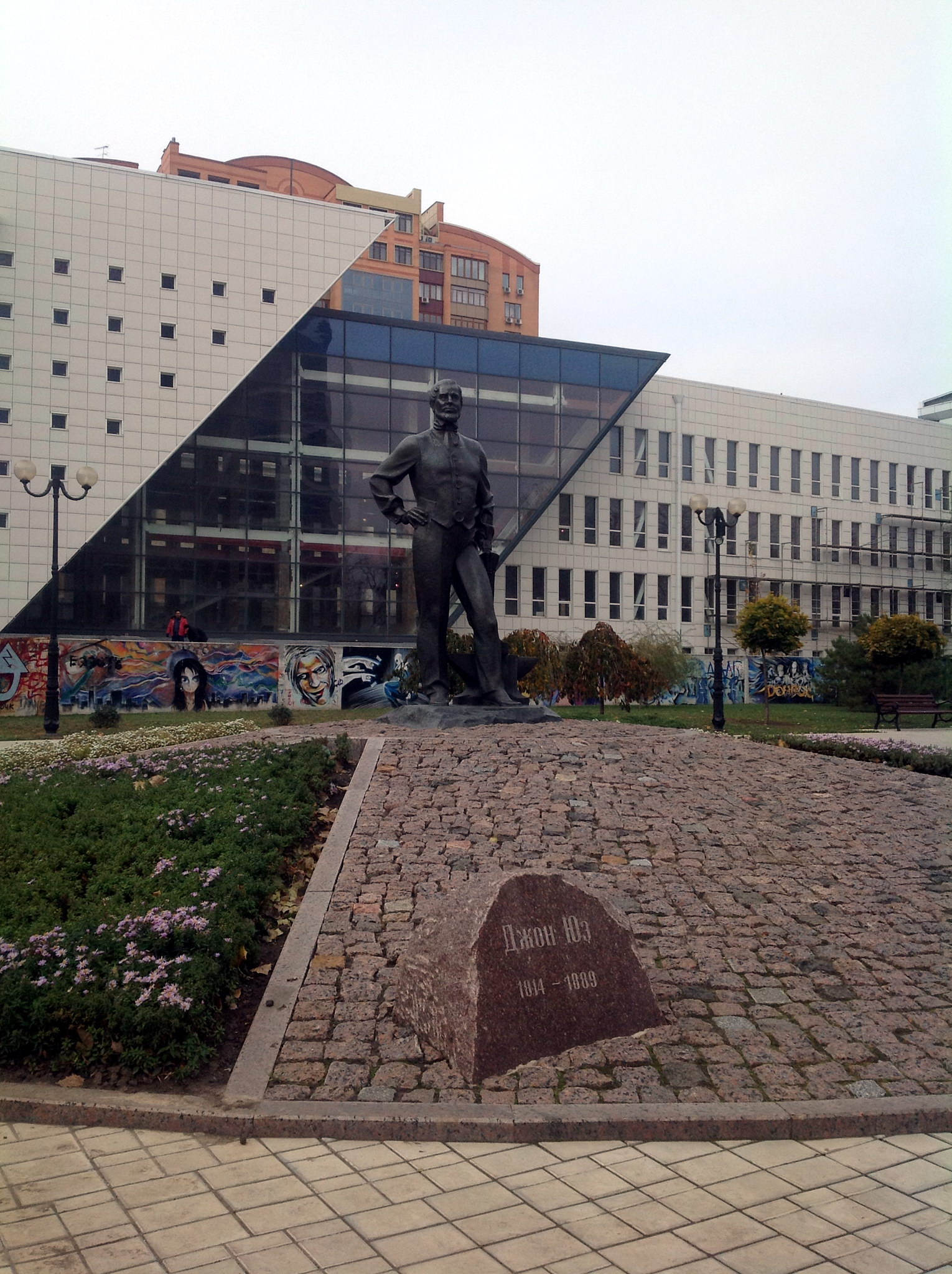
Пам'ятник Джону Юзу у Донецьку

У 2001 році в Донецьку встановлений пам'ятник Джону Юзу.
Пам'ятник розташований у Ворошиловському районі Донецька, на вулиці Артема, біля третього навчального корпусу Донецького національного технічного університету і бібліотеки, що символізує професію Джона Юза — інженера британського заводу.
Автор пам'ятника скульптор — Олександр Митрофанович Скорих. Пам'ятник відлитий у центральних ремонтно-механічних майстернях і встановлений 8 вересня 2001 року. Пам'ятник стоїть на низькому постаменті, фактично в людський зріст, що за задумом скульптора символізує людські якості цього діяча.
Спочатку пам'ятник стояв ближче до вулиці Артема, а в серпні 2009 року пам'ятник посунули ближче до входу у бібліотеку.
На честь Юза НБУ викарбував та вів до обігу 2014 року пам'ятну монету номіналом 2 гривні.
19 квітня 2023 року у місті Краматорськ провулок Робочий перейменували на провулок Джона Юза.
26 липня 2024 року у місті Кривий Ріг вулицю Толбухіна перейменували на вулицю Джона Юза.